# مويل ي دون (أنغلزي)
مويل ي دون (بالإنجليزية: Moel-y-don, Llanddaniel Fab)‏ هي منطقة سكنية تقع في ويلز في أنغلزي.